# 尼克·鄧拉普
尼克·鄧拉普（英語：Nick Dunlap，2003年12月23日—）是美國的一位職業高爾夫球運動員。他在2021年贏得美國業餘賽的冠軍。

## 外部連結
- 尼克·鄧拉普在PGA巡迴賽的官方網站
- 尼克·鄧拉普在男子高爾夫世界排名的官方網站